# Creepypasta
Creepypasta – fikcyjna i straszna historia, przybierająca zwykle formę miejskiej legendy rozpowszechniana za pomocą internetu, która ma na celu przestraszyć czytelnika. Bardzo często twórcy takich historii twierdzą, iż osobiście doświadczyli opisywanych przeżyć.

## Etymologia
Słowo „creepypasta” to zbitka wyrazowa angielskich słów creepy („straszny, przyprawiający o gęsią skórkę”) i copypasta (określenie historii kopiowanych i wklejanych przez użytkowników). Obecnie termin odnosi się już nie tylko do tekstów pisanych, lecz do większości strasznych treści publikowanych w Internecie.

## Historia
Choć nie da się jednoznacznie stwierdzić, kiedy dokładnie powstały creepypasty, samo słowo po raz pierwszy pojawiło się na platformie 4chan w 2006 roku.
W Polsce creepypasty są rozpowszechnione głównie na działającej od 2012 roku stronie Creepypasta Wiki (która jest odpowiednikiem angielskiej wersji).

## Podgatunki

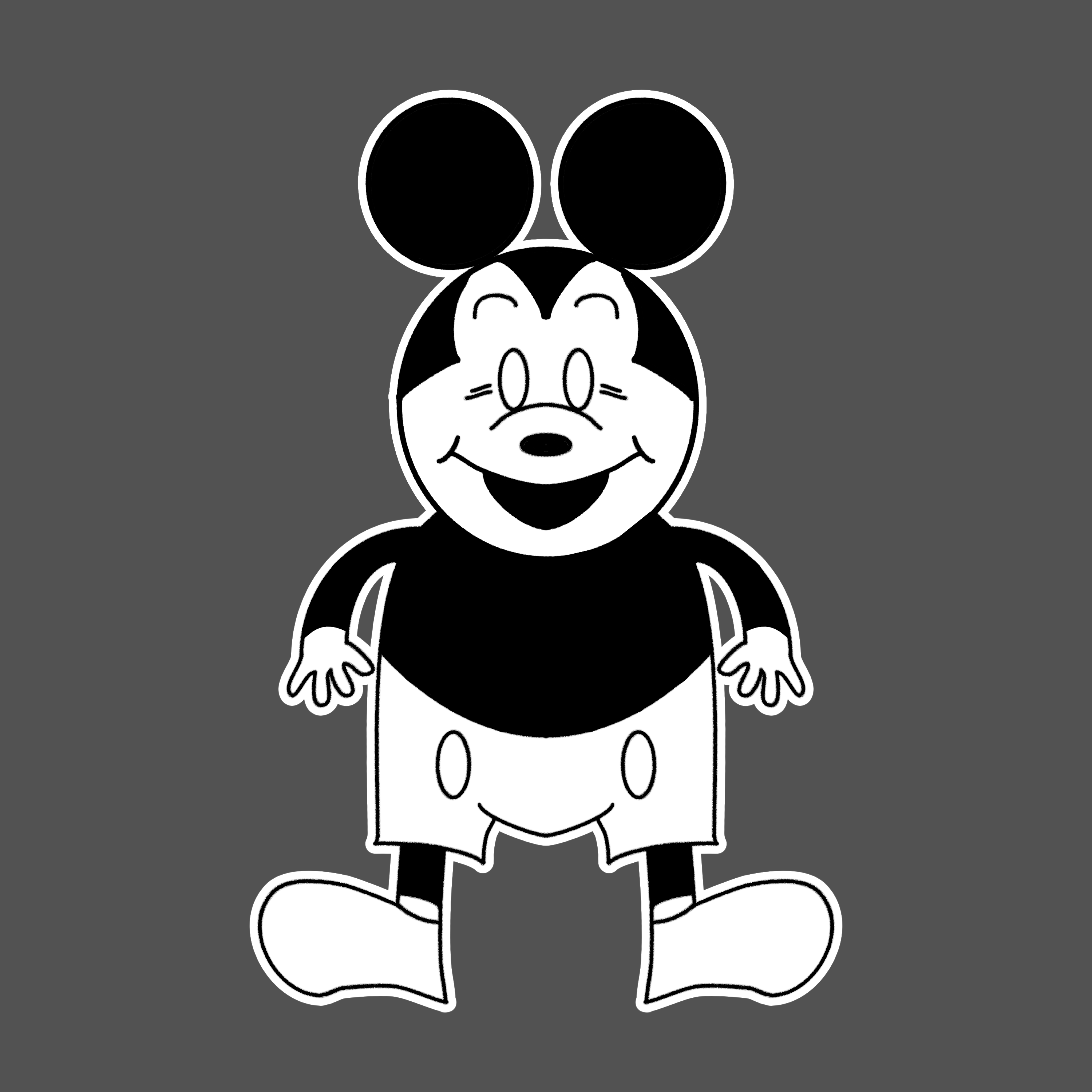
Artystyczne przedstawienie Suicide Mouse

W creepypastach można wyróżnić parę podgatunków:

### Dziwne pliki/Internetowe duchy[2]
Podgatunek ten dotyczy tajemniczych filmów, obrazów, plików, wiadomości i gier, dotyczących zwykle czyjeś śmierci, samobójstwa, czy zaginięcia. Mogą tyczyć się również zaginionych odcinków programów telewizyjnych, czy ukrytych zakończeń w grach.
Początki tej kategorii sięgają lat 90. i wysyłanych na maila łańcuszków internetowych przez rzekome duchy, które groziły czytającemu, w przypadku nie rozesłania wiadomości dalej.
Znane przykłady: Obey the Walrus, Mereana Mordegard Glesgorv, Suicidemouse.avi, Sonic.exe, Squidward’s Suicide, Candle Cove.

### Instrukcje/Rytuały
Dotyczy wykonywania pewnego rodzaju tajemniczych instrukcji, bądź rytuałów, co ma na celu przedstawić konsekwencję działań człowieka.
Znane przykłady: The Midnight Game, He Waits for You.

### Istoty nadprzyrodzone
Podkategoria ta jest mocno związana z legendami miejskimi i zazwyczaj przedstawia przerażającą postać nieznanego pochodzenia.
Znane przykłady: Slenderman, The Expressionless woman (kobieta bez wyrazu)

### Eksperymenty naukowe
Dotyczy zwykle zapisków, bądź relacji z fikcyjnego eksperymentu naukowego.
Znane przykłady: tulpa, Blood Freezing Experiment, rosyjski eksperyment ze snem.

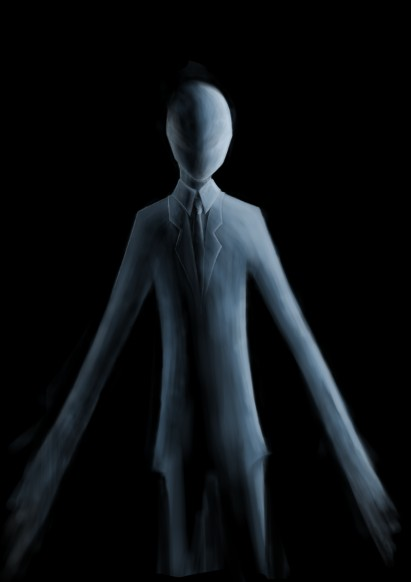
Slender Man

## Wpływ
Po tym, jak internetowe creepypasty zyskały na popularności, pojawiło się kilka osób, które chciały naśladować postaci opisywane w tych historiach. W 2014 roku w mediach nagłośniono przypadek, w którym dwie dziewczynki ze stanu Wisconsin niemal na śmierć zadźgały w lesie nożem 12-letnią koleżankę twierdząc, że kazał im to zrobić Slender Man.